# ホエネヴァー・ユー・ニード・サムバディ
『ホエネヴァー・ユー・ニード・サムバディ』（Whenever You Need Somebody）は、1987年にリリースされたリック・アストリーの1枚目のスタジオ・アルバムである。

## 収録曲
1. ネバ・ゴナ・ユー・アップ - Never Gonna Give You Up
2. ホエネヴァー・ユー・ニード・サムバディ - Whenever You Need Somebody
3. トゥゲザー・フォーエヴァー - Together Forever
4. ストロング・ストロング・マン　- It Would Take a Strong Strong Man
5. ラヴ・ハズ・ゴーン - The Love Has Gone
6. ドント・セイ・グッバイ　- Don't Say Goodbye
7. スリッピング・アウェイ - Slipping Away
8. ノー・モア・ルッキング・フォー・ラヴ - No More Looking for Love
9. ユー・ムーヴ・ミー - You Move Me
10. 恋に落ちた時 - When I Fall in Love